# Timolau de Palmira
Timolau de Palmira (llatí: Timolaus; grec antic: Τιμόλαος) va ser un príncep de Palmira, fill d'Odenat i Zenòbia i germà d'Herennià i d'Hairan II.
L'historiador Trebel·li Pol·lió li dona un lloc en la seva llista dels trenta tirans de l'Imperi inclosa a la Història Augusta, però no va deixar cap indicació sobre la seva història personal, excepte que es va destacar en l'estudi de la literatura llatina. Ni el nom d'Herennià ni el de Timolau apareixen en medalles o monedes. El fill i successor d'Odenat va ser Vabalat, que probablement era el fill més gran dels que va tenir.